# Macropus bernardus
Macropus bernardus е вид бозайник от семейство Кенгурови (Macropodidae). Видът е почти застрашен от изчезване.

## Разпространение
Разпространен е в Австралия (Северна територия).